# Nodul rutier Pont-l'Évêque - Lisieux
Nodul rutier Pont-l'Évêque - Lisieux este un nod rutier situat în Pont-l'Évêque (Calvados). Este compus dintr-un ansamblu de bretele de acces și patru sensuri giratorii. Nodul rutier permite o ieșire de pe autostrada A13 (Paris-Caen) spre Deauville prin autostrada A132.
Din iunie 2013 până la sfârșitul anului 2014, nodul rutier a fost modernizat:
- la Nord: două noi sensuri giratorii pe RD 675 la intrarea în Pont-l'Évêque;
- la Sud: bretelele existente ale A 132 au fost lărgite spre RD 579 (Lisieux).

## Drumuri deservite
- Autostrada A13 care leagă Paris de Caen;
- Autostrada A132 spre Deauville;
- Drumul departamental RD 675 (fostul RN 175) (axa Rouen-Caen);
- Drumul departamental RD 579 (fostul RN 179) (axa Lisieux-Le Havre);
- Drumul departamental RD 162 care deservește Saint-Julien-sur-Calonne.